# Acalypha nubicola
Acalypha nubicola är en törelväxtart som beskrevs av Mcvaugh. Acalypha nubicola ingår i släktet akalyfor, och familjen törelväxter. Inga underarter finns listade i Catalogue of Life.